# رسالة الصاهل والشاحج
رسالة الصاهل والشاحج لأحمد بن عبد الله بن سليمان التنوخي المعروف بأبي العلاء المعري (363- 449 هـ/ 973- 1057م). وهي من المؤلفات النادرة التي كتب لها البقاء.

## أصل التسمية
معنى «الصاهل والشاحج» فهو: الفرس والبغل. فالكتاب موضوع على لسان فرَسٍ وبَغْلٍ، في قصّة أدبيّة متخيَّلة. في حين يقال إنّ عنوانه مستعار من قول أبي بكر الصابوني:

## النشر
نشرت هذه الرسالة بعناية العالمة عائشة عبد الرحمن المشهورة باسم بنت الشاطئ، معتمدة في ذلك على نسختين عثرت عليهما في الخزانة الملكية بالرباط (رقم الأولى: 802- ورقم الثانية: 6146).

## عن الرسالة
تكمن قيمة هذه الرسالة في كونها وثيقة هامّة لفترة حرجة من تاريخ مصر والشام كما بينت ذلك عائشة بنت الشاطئ في المقدمة الضافية التي مهّدت بها لتحقيق الكتاب. فقد ألّف أبو العلاء كتابه لعزيز الدولة أبي شجاع فاتك عامِل الفاطميين على حلَب في أيام الحاكم بأمرالله وبعض أيام الظاهر، أي بين سنتي 407هـ/1018م و413هـ/ 1022م، بطلبٍ من أبناء أخيه يلتمسون منه التوسّط لدى عزيز الدولة في أنْ يضع عنهم ما فرضه الجُباة، وذلك أثناء جفلة أهل حلب من طاغية الروم باسيل عام 411هـ، وقد فرغ من كتابته سنة 412هـ بعدما صور فيه الجفلة، وضمنه عرضاً حافلاً ومثيراً لأحوال المجتمع وأوضاعه وطبقاته.
غير أنه لا يمكن اعتبار رسالة الصاهل والشاحج كتاب تاريخ بالمعنى التقليدي للكلمة لكنها تحمل في طياتها تفاسير لعدة أحداث عرفتها البيئة والعصر سجلها لنا المعري ببصيرته الثاقبة.
فهذه الرسالة وثيقة ذات أهمية لفترة حرجة من تاريخ مصر والشام، كما أنها مورد لأمالي لغوية ونوادر أدبية ونكت عروضية أوردها المعري مصحوبة بملاحظاته وتعليقاته على قضايا ومسائل خلافية أرقت مؤرخي الأدب وعلماء العربية.
وتختلف رسالة «الصاهل والشاحج» عن كتاب «كليلة ودمنة» بأنه قصّة واحدة مترابطة الفصول والمشاهِد، نال فيها أبو العلاء من مكانة «كليلة ودمنة» لابن المقفع بما أورده من القصص التي تحدّث بها العرب القدماء على ألسنة الحيوانات، كقصيدة النابغة الذبياني (حية ذات الصفا) وقصة (الديك والغراب) في شعر أمية بن أبي الصلت، و (دالية) أبي صخر الهذلي في بكاء أخيه تليد.